# Jana Ljubičić
Pour les articles homonymes, voir Ljubičić.
Jana Ljubičić (en serbe cyrillique : Јана Љубичић ; née le 9 août 1978 à Zemun) est une femme politique serbe. Elle est membre du Parti progressiste serbe (SNS) et secrétaire général de l'Assemblée nationale de la République de Serbie.

## Parcours
Jana Ljubičić naît le 9 août 1978 à Zemun, où elle effectue ses études élémentaires et secondaires. Elle obtient une licence de la Faculté de droit de l'université de Belgrade et y prépare actuellement un master dans le domaine du travail et des droits sociaux.
En 2008-2009, elle effectue un stage au Tribunal de commerce (en serbe : Privredni sud) de Belgrade et, de 2009 à 2012, elle travaille à l'Union des syndicats indépendants de Serbie (Savez samostalnih sindikata Srbije) en tant qu'adjointe aux affaires juridiques.
Aux élections législatives du 6 mai 2012, Jana Ljubičić figure sur la liste de la coalition Donnons de l'élan à la Serbie, emmenée par Tomislav Nikolić, le président du Parti progressiste serbe (SNS). L'alliance recueille 24,04 % des suffrages et envoie 73 députés à l'Assemblée nationale de la République de Serbie. Jana Ljubičić est élue à l'Assemblée nationale de la République de Serbie mais renonce à son mandat le 23 juillet 2013 pour devenir secrétaire générale de l'Assemblée.

## Vie privée
Jana Ljubičić parle anglais et a des connaissances en français.